# Grå lemur
Den grå lemur (Hapalemur griseus), eller grå halvlemur, er en halvabe i familien af ægte lemurer. Den er som andre lemurer udbredt på øen Madagaskar. Kroppen måler omkring 40 cm i længden. Det samme gør halen. Den grå lemur er ensfarvet grå og snuden er stump. Det er den eneste primat, der er tilpasset et liv i rørbevoksninger omkring søer og sumpe. Den svømmer godt, men springer normalt fra planteø til planteø, for at æde de friske skud. Den findes desuden i bambusskove. Den grå lemur færdes i grupper på oftest 3-5 individer ledet af en enkelt han.